# Be on You
Be on You (ang. Bądź na Ty) – czwarty singel amerykańskiego rapera Flo Ridy z jego drugiego albumu studyjnego zatytułowanego R.O.O.T.S. Utwór został nagrany z gościnnym udziałem amerykańskiego piosenkarza R&B Ne-Yo i wyprodukowany przez niego i Stargate. Piosenka wydana została tylko w wersji airplay, nie nakręcono do niej żadnego teledysku ze względu na promowanie przez Flo Ridę jego poprzedniego singla Jump. Pomimo tego singel w Stanach Zjednoczonych osiągnął większy sukces od singla Jump, docierając do #19 miejsca w Billboard Hot 100.

## Notowania
| Lista (2009)                       | Najwyższa pozycja |
| ---------------------------------- | ----------------- |
| Kanada (Canadian Hot 100)          | 61                |
| Wielka Brytania (UK Singles Chart) | 51                |
| US Billboard Hot 100               | 19                |
| US Hot Digital Songs               | 29                |
| US Pop Songs                       | 18                |
| US Radio Songs                     | 57                |
| US Rap Songs                       | 6                 |